# Катрина (гравюра)
«Калавера Катрина», «Череп Катрины» или просто «Катрина» (исп. La Calavera de la Catrina) — цинковая гравюра мексиканского художника Хосе Гуадалупе Посады, созданная в 1913 году. Изображение стало символом мексиканского изобразительного искусства и часто используется в художественных композициях, посвящённых Дню мёртвых (1-2 ноября), таких как алтарь и «костюм-калавера». Изображение входит в серию «калавер» (от исп. calavera — «череп») художника — юмористических изображений фигурок современников, сделанных в виде скелетов и часто сопровождаемых стихами.
Слово «катрина» (исп. catrina) является формой женского рода слова catrín, что означает «франт». Фигурка, изображённая в украшенной цветами шляпе, модной в начале XX века, призвана показать, что богатые и модные, несмотря на их претензию на важность, так же смертны, как и все остальные.
Во времена Посады «Катрина» была очень популярна, однако вскоре после его смерти была забыта. Как и остальные работы Посады, она была найдена и снова популяризована французским художником и историком Жаном Шарло вскоре после Мексиканской революции. Катрина быстро стала символом уникального мексиканского искусства, её начали воспроизводить в большом количестве экземпляров и вариантов. В частности, это изображение включено в монументальную картину Диего Риверы «Сон о воскресном вечере в парке Аламеда» (исп. Sueño de una Tarde Dominical en la Alameda Central), на которой также изображены Посада, Ривера и его жена Фрида Кало.

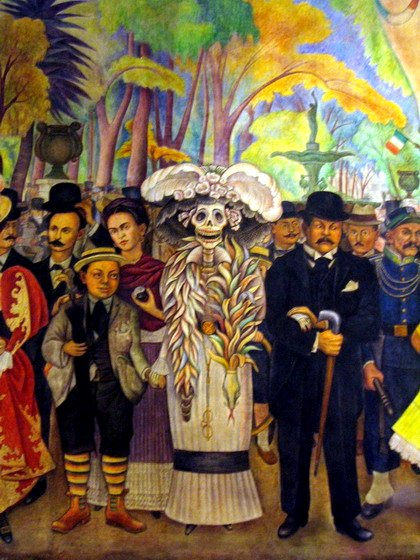
Фрагмент картины Диего Риверы «Сон о воскресном вечере в парке Аламеда». По правую руку Катрины стоят жена художника, Фрида Кало, и сам Ривера — в виде ребёнка; по левую руку — Хосе Гуадалупе Посада. Настенная живопись, Мехико
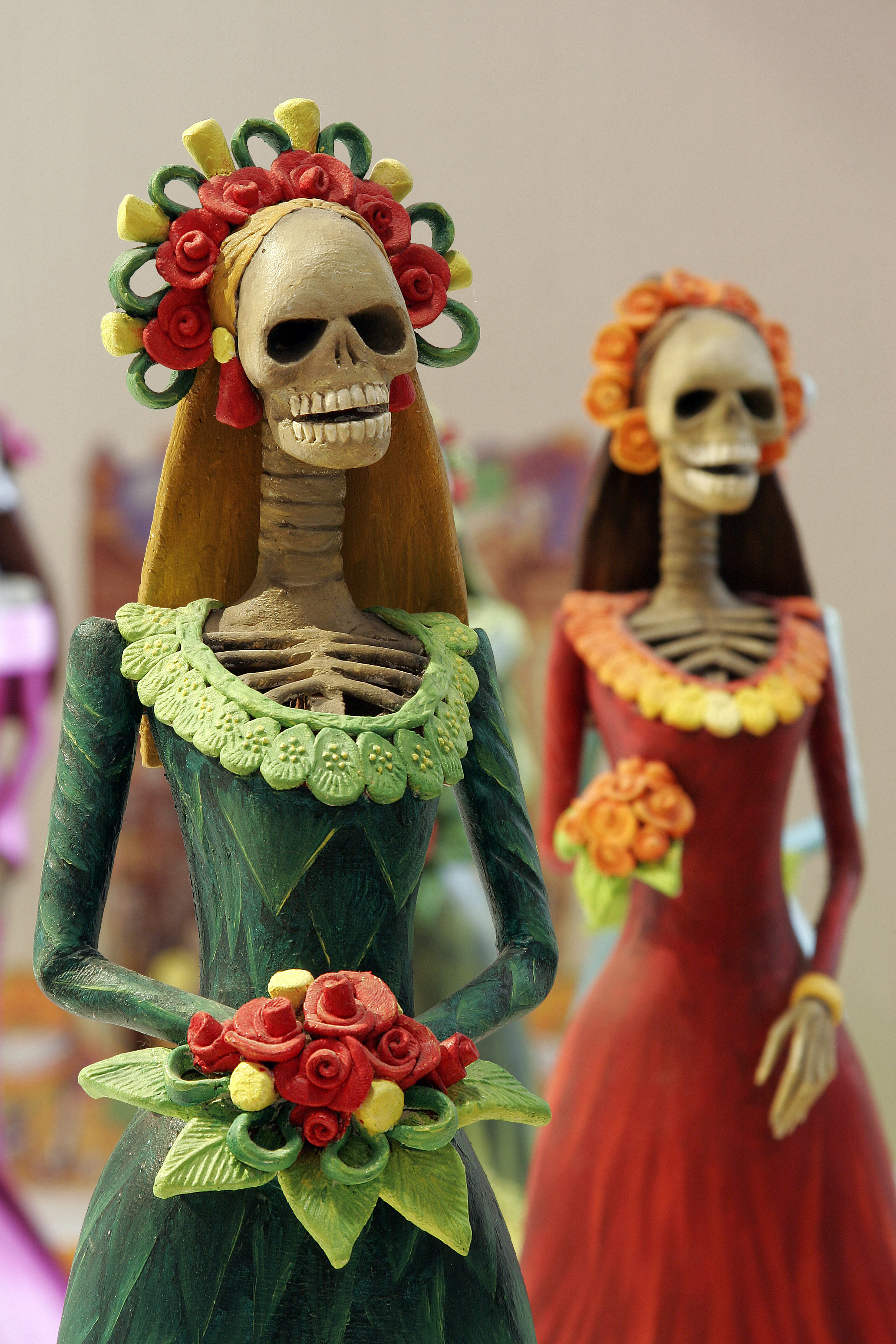
Две Катрины, фигурки около 40 см высотой
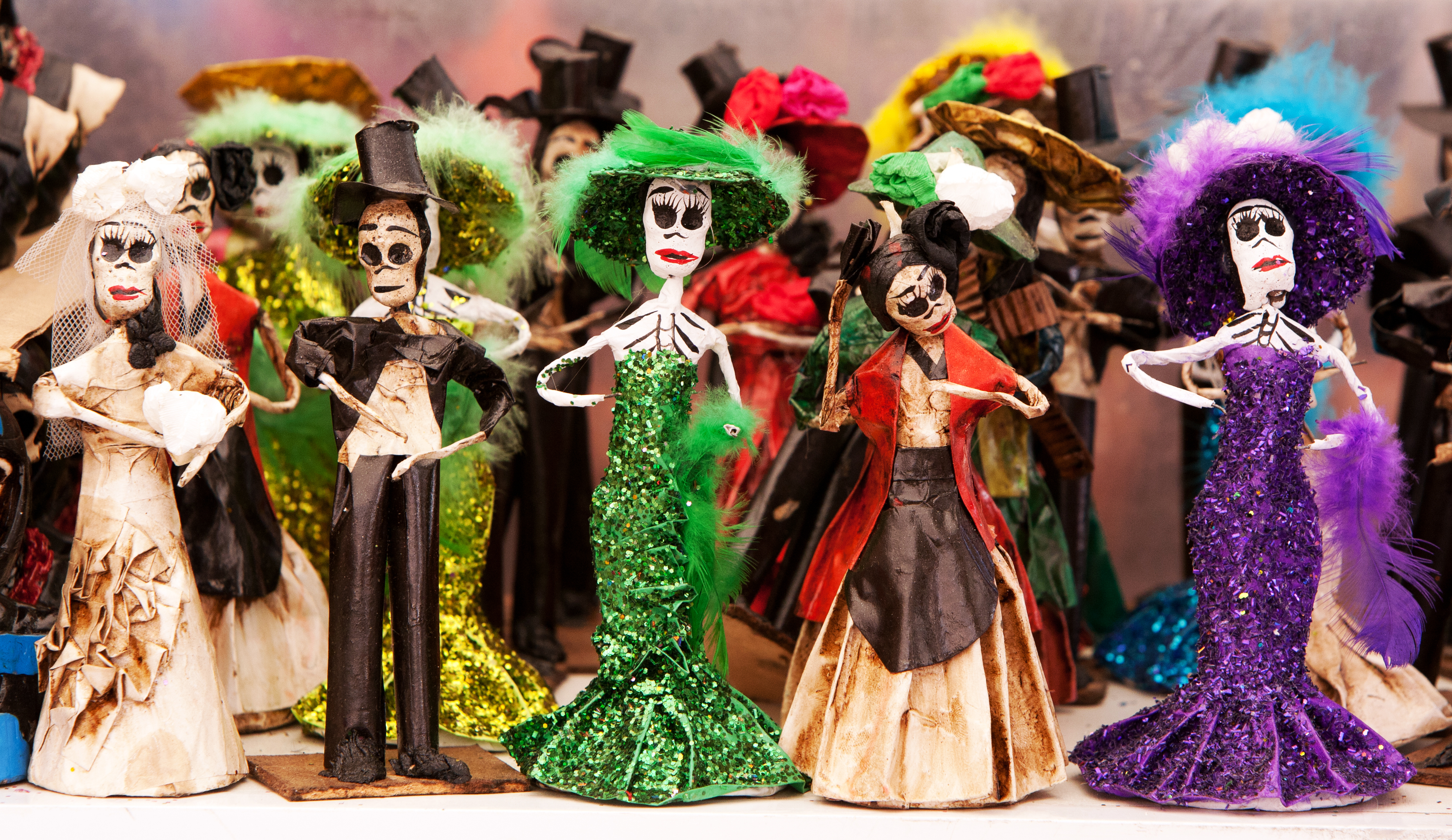
Фигурки Катрины — один из атрибутов Дня мёртвых